# Coagulase
A coagulase é uma adesina produzida por Staphylococcus aureus e Staphylococcus intermedius. No laboratório é usada para distinguir diferentes isolados de Staphylococcus. A negatividade no teste da coagulase exclui presença de S. aureus e  S. intermedius. Reage com a protrombina no sangue. O teste é realizado com plasma e o resultado apresenta-se positivo se após 24h a 37ºC o plasma coagular.